# Kings of Damnation 98-04
Kings of Damnation 98–04 es un álbum recopilatorio de la agrupación estadounidense Black Label Society, publicada en octubre de 2005 por Spitfire Records.

## Lista de canciones
1. "Losin' Your Mind"  – 5:28 - (Pride & Glory)
2. "Horse Called War" – 5:01 - (Pride & Glory)
3. "Between Heaven And Hell" – 3:22 - (Wylde)
4. "Sold My Soul" – 4:53 - (Wylde)
5. "Bored to Tears" – 4:28
6. "Bleed for Me" – 5:30
7. "T.A.Z." – 1:55
8. "Counterfeit God" – 4:18
9. "Stronger Than Death" – 4:53
10. "Speedball" – 0:58
11. "Demise of Sanity" – 3:23
12. "We Live No More" – 3:59
13. "Stillborn" – 3:15
14. "The Blessed Hellride" – 4:32
15. "Crazy Or High" – 3:34
16. "House Of Doom" – 3:45
17. "Takillya" – 0:40
18. "Doomsday Inc." – 4:24 (*)
19. "S.D.M.F." – 3:32 (*)

(*) Nuevas Grabaciones